# Rostbyxglada
Rostbyxglada (Harpagus diodon) är en fågel i familjen hökar inom ordningen hökfåglar.

## Utseende och läte
Rostbyxgladan är en liten och försynt rovfågel. Adulta fåglar har grå kropp (ljusare på undersidan), rostfärgade "byxor" och röda ögon. Strupen är vit med en tunn lodrätt linje centralt som skiljer den från tvåfärgad duvhök. I flykten syns tydligt rostrött på undersidan av vingen (vitt hos ungfågeln) och tre ljusa band på stjärten. Ungfågeln är streckad under med tvärbandade roströda byxor.

## Utbredning och systematik
Fågeln förekommer i låglänta områden från Guyanaregionen genom Brasilien till norra Argentina. Den behandlas som monotypisk, det vill säga att den inte delas in i några underarter.

## Levnadssätt
Rostbyxgladan hittas i trädtaket i tät, gammal skog, men även i skogsbryn. Den ses också ofta kretsflyga högt.

## Status och hot
Arten har ett stort utbredningsområde, men tros minska i antal, dock inte tillräckligt kraftigt för att den ska betraktas som hotad. Internationella naturvårdsunionen IUCN listar arten som nära hotad (LC).